# Sphodromantis baccettii
Sphodromantis baccettii är en bönsyrseart som beskrevs av Marcello La Greca och Francesco Lombardo 1987. Sphodromantis baccettii ingår i släktet Sphodromantis och familjen Mantidae. Inga underarter finns listade i Catalogue of Life.

## Bildgalleri

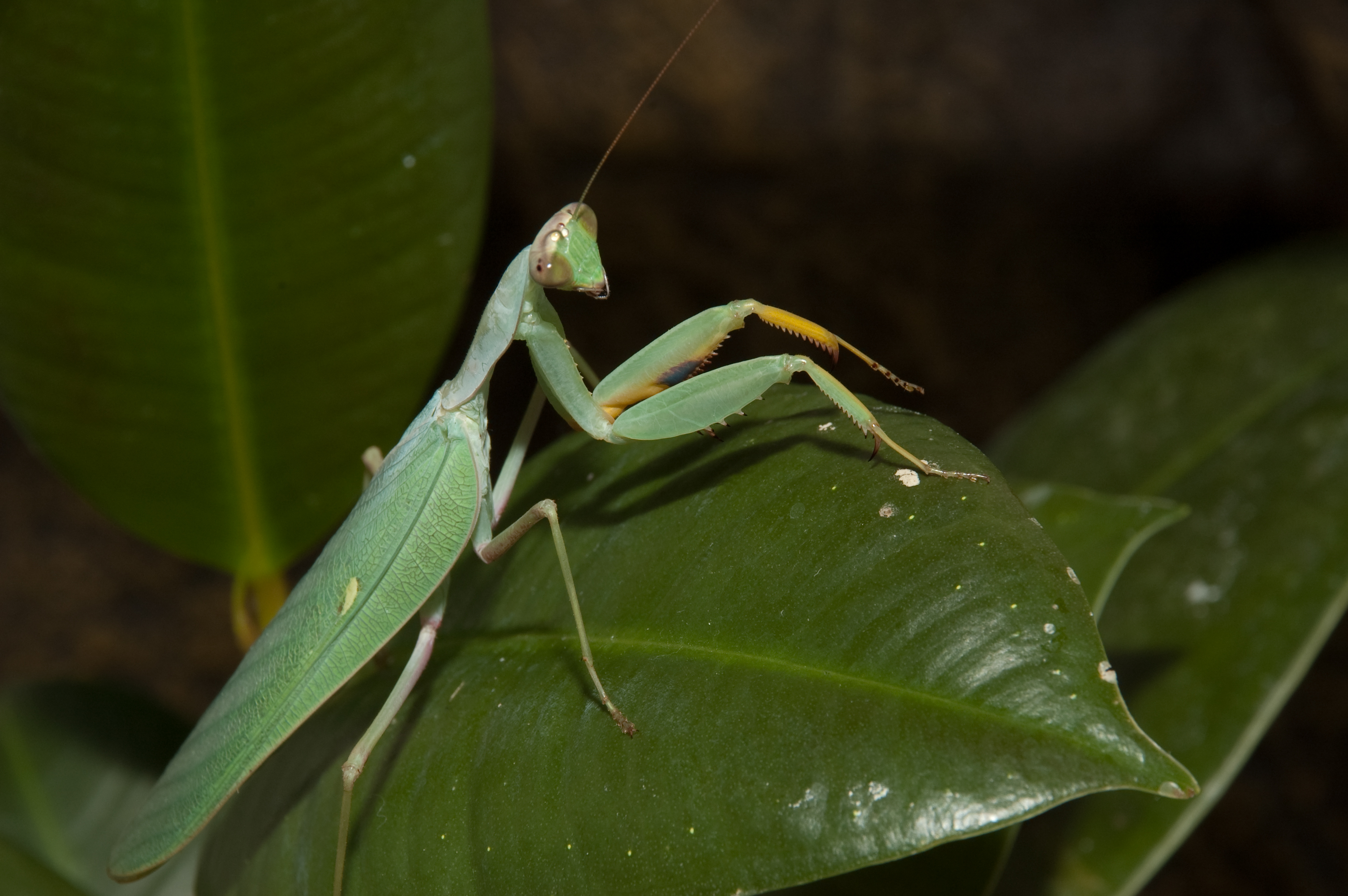